# Санкт-Петербургский струнный квартет
Санкт-Петербургский струнный квартет (англ. St. Petersburg String Quartet) — советский и российский струнный квартет, образованный в 1985 году.

## История
Был создан студентами Ленинградской консерватории, занимавшимися в квартетном классе Владимира Овчарека. К настоящему времени из оригинального состава в ансамбле осталась только его примариус Алла Арановская. Первоначально назывался Струнным квартетом Ленинградской консерватории, затем в 1989—1991 гг. Ленинградский струнный квартет (англ. Leningrad String Quartet) или Ленинград-квартет.
За первые два года существования молодой коллектив стал лауреатом Всесоюзного конкурса квартетов и I Международного конкурса имени Шостаковича. В 1989—1991 гг. квартет вышел на международную арену, завоевав награды международных конкурсов камерных ансамблей в Токио, Флоренции и Мельбурне. В 1995 и 1996 гг. квартет гастролировал в США, в 1996—1997 и 1999—2003 гг. был резидентом Оберлинского колледжа. В 1998 году дебютировал в Великобритании, в том числе на Альдебургском фестивале. Американские рецензенты не скупились на высокие оценки работы музыкантов: так, «Лос-Анджелес Таймс» отмечала их «объёмный, богатый звук», а «Вашингтон Пост» выделяла исполнение квартетом музыки Дмитрия Шостаковича, в которую музыканты «привнесли непревзойдённую технику и интонацию, а главное, правильный эмоциональный накал».

## Текущий состав
- Алла Арановская — первая скрипка
- Нед Келлебергер (с 2022 г.) — вторая скрипка
- Борис Вайнер (с 2005 г.) — альт
- Саша Грошанг (с 2022 г.) — виолончель

## Записи
В 1990 году на фирме «Мелодия» вышел первый диск музыкантов, включающий квартеты Мориса Равеля и Артюра Онеггера, — вместе с Аллой Арановской играли Илья Тепляков (вторая скрипка), Андрей Догадин (альт) и Леонид Шукаев (виолончель). В 1994—1995 гг. для лейбла Sony Classical были записаны все пьесы для струнного квартета Петра Чайковского (двойной альбом) и два диска с шестью квартетами Шостаковича; один из них (квартеты № 3, 5 и 7) был номинирован на премию «Грэмми» в номинации «Лучшее исполнение камерной музыки», однако фирма не продолжила сотрудничество с исполнителями, планировавшими записать все струнные квартеты Шостаковича. Этот план был осуществлён в 1999—2004 гг. с британской фирмой Hyperion; один из дисков (квартеты № 5, 7 и 9) был признан лучшей камерной записью 2001 года по версии Chamber Music America и радиостанции WQXR. В 2001 году были выпущены два квартета Александра Бородина. Квартетом записаны также произведения Феликса Мендельсона, Антонина Дворжака, Клода Дебюсси, Александра Глазунова, Сергея Прокофьева, а также грузинского композитора Зураба Надарейшвили, с которым коллектив связывало длительное сотрудничество: музыканты исполнили премьеру его первого квартета (1987), а второй был написан по их заказу, в общей сложности квартет был первым исполнителем пяти его произведений.